# تيجي كنيت (الاسن)
تيجي كنيت هو دُوَّار يقع بجماعة بوعبوط، إقليم شيشاوة، جهة مراكش آسفي في المملكة المغربية. ينتمي الدوّار لمشيخة الاسن التي تضم 15 دوار. يقدر عدد سكانه بـ 236 نسمة حسب الإحصاء الرسمي للسكان والسكنى لسنة 2004.

## روابط خارجية
- البوابة الوطنية للجماعات الترابية نسخة محفوظة 12 مارس 2018 على موقع واي باك مشين.
- المندوبية السامية للتخطيط